# João Melo
Aníbal João da Silva Melo (Luanda, 5 de setembre de 1955) és un escriptor i periodista angolès.

## Biografia
João Melo estudià dret a Portugal i a Angola. Es va llicenciar comunicació social i el màster en comunicació i cultura a Rio de Janeiro. Com a periodista professional, ha treballat a Rádio Nacional de Angola, al Jornal de Angola, a ANGOP i a O Correio da Semana. Membro fundador de la União dos Escritores Angolanos, en fou secretari general i president de la Comissió Directiva. Ha dirigit una agència de comunicació privada fins que en el 28 de setembre de 2017 fou nomenat Ministre de Comunicació Social del Govern d'Angola.

## Obres

### Poesia
- Definição (1985)
- Fabulema (1986)
- Poemas Angolanos (1989)
- Tanto Amor (1989)
- Canção do Nosso Tempo (1991)
- O caçador de nuvens (1993)
- Limites e Redundâncias (1997)
- A luz mínima (2004)
- Todas as palavras (2006)
- Autorretrato (2007)
- Novos poemas de amor (2009)
- Cântico da terra e dos homens. Lisboa: Editorial Caminho, 2010. ISBN 9789722121323

### Contes
- Imitação de Sartre & Simone de Beauvoir (1998)
- Filhos da Pátria (2001)
- The Serial Killer e outros contos risíveis ou talvez não. Lisboa: Editorial Caminho, 2004. ISBN 9789722116060
- O dia em que o Pato Donald comeu a Margarida pela primeira vez. Lisboa: Editorial Caminho, 2006. ISBN 9789722117739
- O homem que não tira o palito da boca. Lisboa: Editorial Caminho, 2009. ISBN 9789722120777

### Assaig
- Jornalismo e Política (1991)